# Bohlen (Adelsgeschlecht)

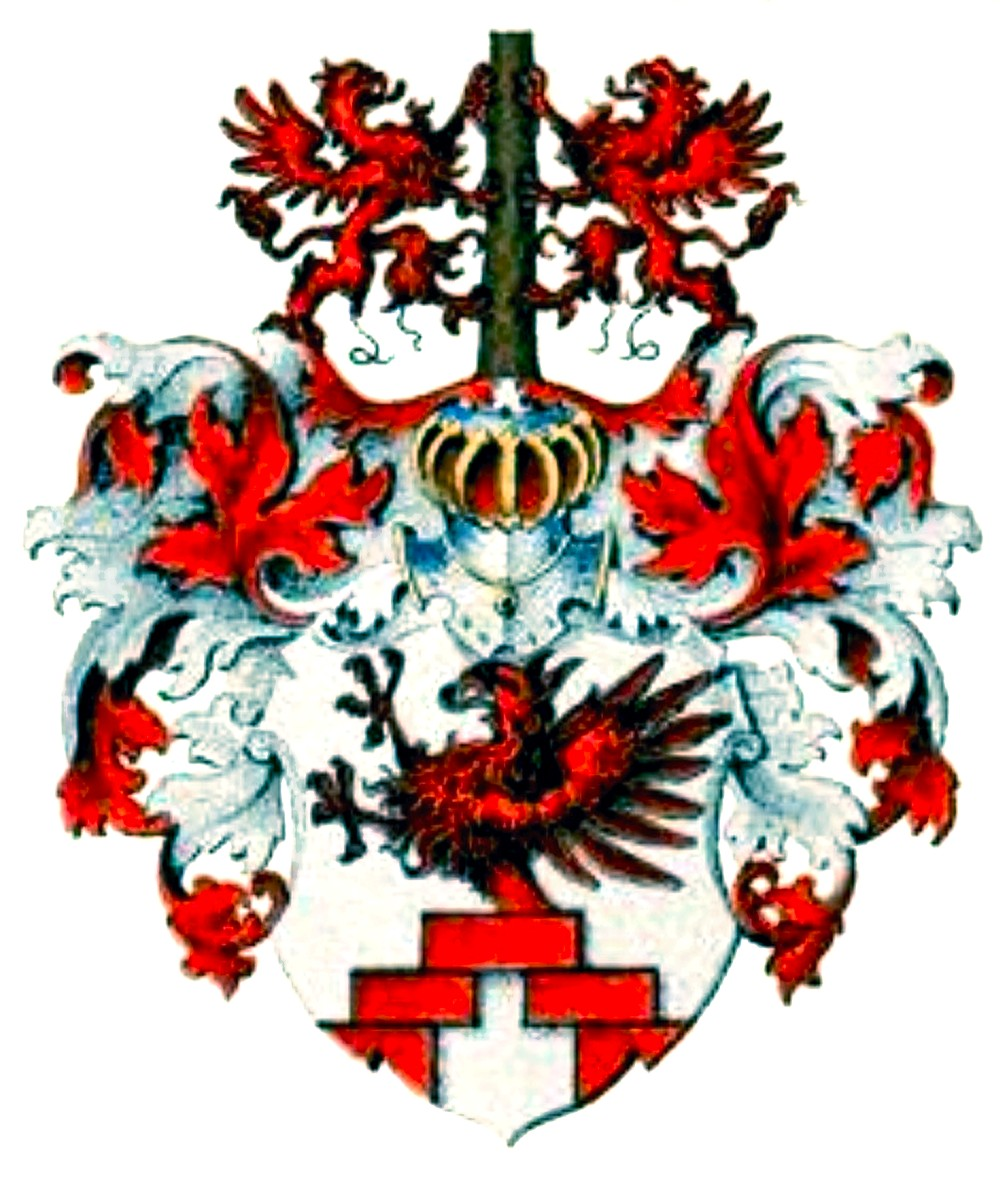
Stammwappen derer von Bohlen

Bohlen ist der Name eines alten, ursprünglich rügischen Adelsgeschlechts mit dem Stammhaus Bolendorp auf der Halbinsel Wittow.
Die ursprünglich rügische Familie ist nicht mit den 1871 geadelten von Bohlen und Halbach zu verwechseln, die in jenem Jahr auch eine Wappenmehrung mit dem Wappen der rügischen Bohlen erhielt, mit denen jedoch keinerlei Stammverwandtschaft besteht.

## Geschichte
Ob die Familie ihren Ursprung in Köln nimmt, oder als Nachfahren des rügischen Fürsten Tezlaw anzusehen ist, bleibt ungewiss. Ihren historisch fassbaren Ursprung hat die Familie jedenfalls auf der rügischen Halbinsel Wittow.

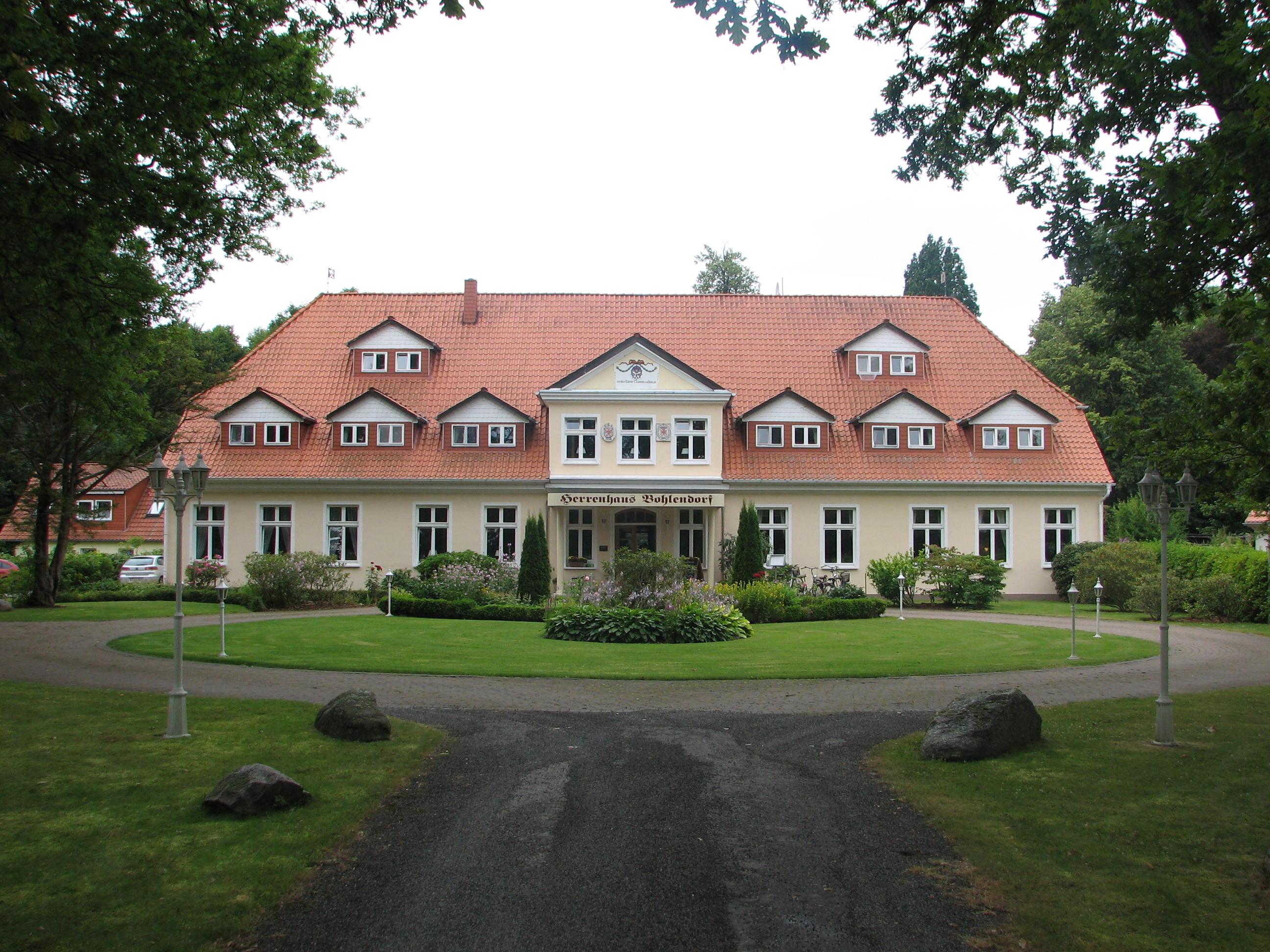
Gutshaus Bohlendorf

Mit Nicolaus Bohlen erscheint das Geschlecht am 5. Februar 1236 erstmals urkundlich. Bereits um das Jahr 1300 lässt sich die Anwesenheit der Familie in Bohlendorf auf Rügen in den Zehntregistern des Klosters Roskilde nachweisen. Der Knappe Powl Bolen wird 1316 urkundlich erwähnt.
Im 14. Jahrhundert trat die Familie bereits in den vier Stämmen Presenske, Bohlendorf, Kassnevitz (†) und Wostevitz (†) auf. Alle lebenden Angehörigen stammen von Henning zu Schlavekevitz (1497) und Vicke zu Presenske (1577) ab.
Die Familie Bohlen stellte drei Mal einen Landvogt von Rügen.

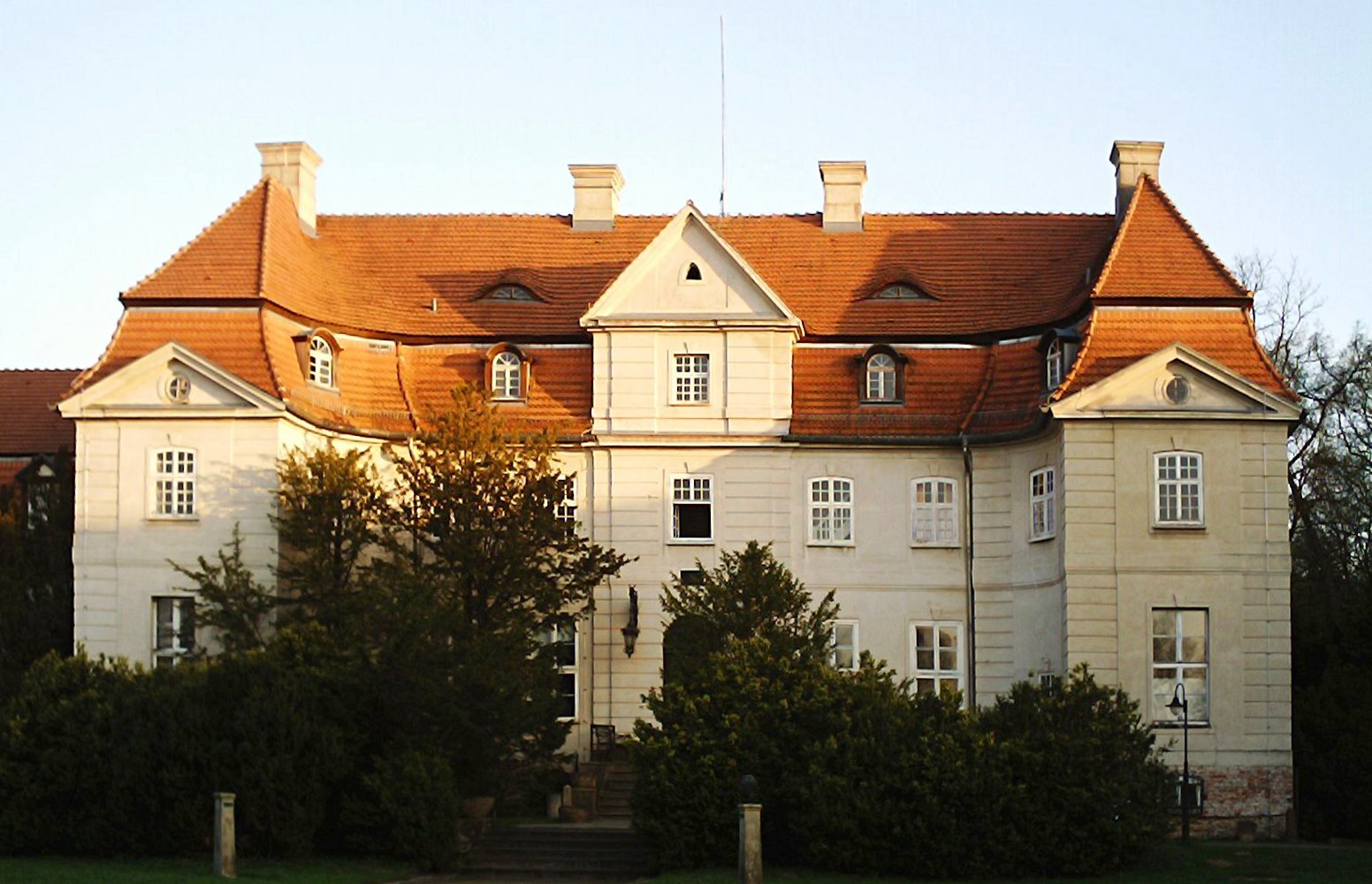
Schloss Karlsburg, Vorpommern

1711 erhob August der Starke den Oberst und Reichsvikar Ernst Heinrich von Bohlen aus der Linie des Henning in den Freiherrnstand. 1745 wurde der schwedische Kammerherr Carl Heinrich Behrend von Bohlen aus der Linie des Vicke in den Grafenstand erhoben.
Durch die Heirat mit Maria Lucretia von Normann kam die Familie von Bohlen 1679 in den Besitz des bei Greifswald gelegenen Gutes Gnatzkow. Carl Heinrich Behrend von Bohlen (1705–1757) begann 1731 den Bau des neuen Schlosses Karlsburg, das 1739 vollendet war. Durch dessen Sohn, den Reichsgrafen Carl Julius Bernhard von Bohlen (1738–1813), gelangten Gut und Ort Gnatzkow beim Besuch des schwedischen Königs Gustav III. 1771 zu dem Namen Karlsburg, entsprechend seinem Vornamen. Seine Enkelin Caroline von Bohlen (1798–1858) war letzte Erbin dieser Linie und heiratete den preußischen Generalleutnant Theodor von Bismarck (1790–1873), wodurch Besitz und Name laut Bohlenschen Testaments auf die bis 1945 in Karlsburg ansässigen Grafen von Bismarck-Bohlen übergingen.

## Wappen
Das Stammwappen zeigt in Silber einen offenen roten Mauergiebel mit daraus wachsendem rotem Greif. Auf dem Helm mit rot-silbernen Decken ein gestümmelter, natürlicher Baumstamm eingefasst von zwei einwärts schauenden roten Greifen.
Das freiherrliche Wappen von 1863 zeigt Schild und Helm wie das Stammwappen, als Schildhalter zwei rote Greife mit je einem blauen Schildchen mit je zwei silbernen Pflugscharen auf der Brust, je eine rot-silbern geteilte Standarte haltend. Wahlspruch: „CAVE GRYPHEM“

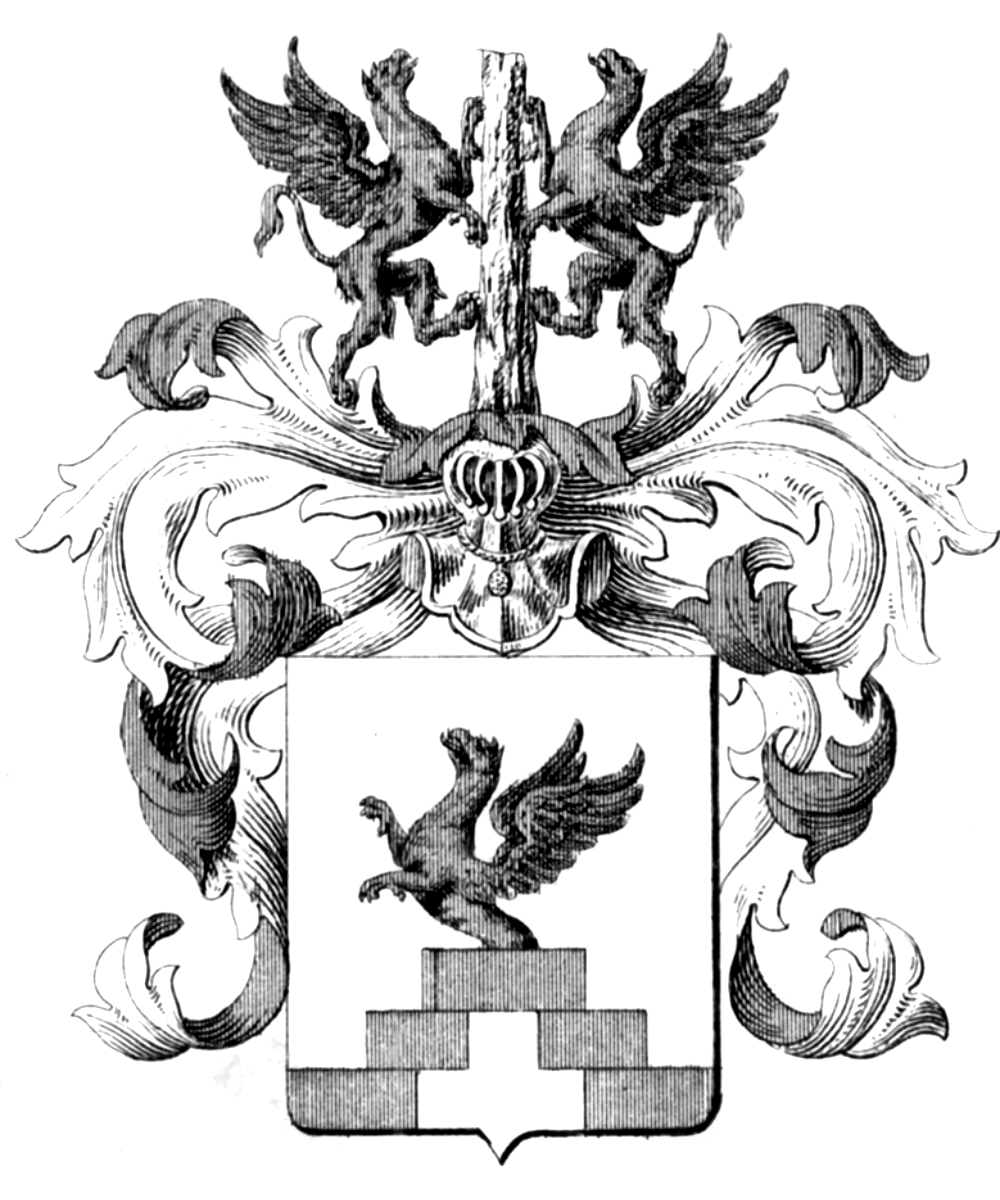
Stammwappen
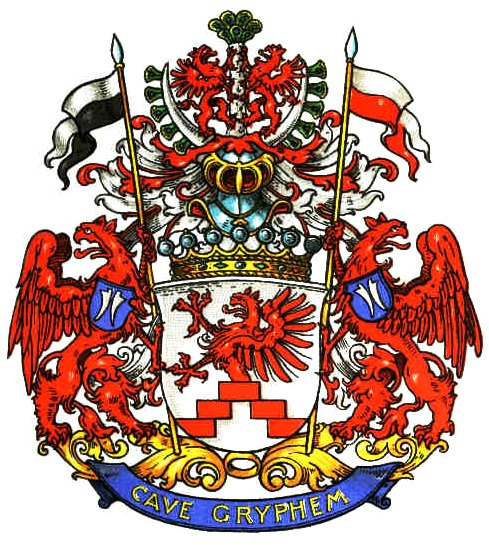
Wappen der Freiherren von Bohlen
Wappen der Grafen von Bohlen
Wappen der Freiherren von Bohlen 1711 nach Siebmacher 1857
Stammwappen der Grafen von Bohlen 1745 nach Siebmacher 1857
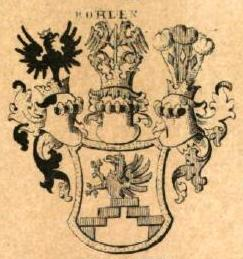
Wappen der Grafen von Bohlen 1745 nach Siebmacher 1857
Wappen der Grafen von Bismarck-Bohlen 1818 nach Siebmacher 1857

## Personen
- Balthasar Ernst von Bohlen (1699–1789), Chef des Husarenregiments H 4
- Philipp Christian von Bohlen (1718–1794), preußischer Generalleutnant
- Julius von Bohlen (1820–1882), pommerscher Gutsbesitzer und Geschichtsforscher
- Agnes von Bohlen (1829–1905), Pädagogin, Autorin und Übersetzerin